# Prostheceraeus
Prostheceraeus là một chi giun dẹp biển trong bộ Polycladida, và họ Euryleptidae.

## Loài
Cơ sở dữ liệu sinh vật biển liệt kê các loài trong chi:
- Prostheceraeus albicinctus Lang, 1884
- Prostheceraeus anomalus Haswell, 1907
- Prostheceraeus argus (Quatrefage, 1845)
- Prostheceraeus flavomarginatus (Ehrenberg, 1831)
- Prostheceraeus floridanus Hyman, 1955
- Prostheceraeus giesbrechtii Lang, 1884
- Prostheceraeus maculosus (Verrill, 1892)
- Prostheceraeus meleagrinus (Kelaart, 1858)
- Prostheceraeus moseleyi Lang, 1884
- Prostheceraeus nigricornus Schmarda, 1859
- Prostheceraeus panamensis Woodworth, 1894
- Prostheceraeus pseudolimax Lang, 1884
- Prostheceraeus roseus Lang, 1884
- Prostheceraeus rubropunctatus Lang, 1884
- Prostheceraeus violaceus (Delle-Chiaje, 1822)
- Prostheceraeus vittatus (Montagu, 1815)
- Prostheceraeus zebra Hyman, 1955

## Hình ảnh

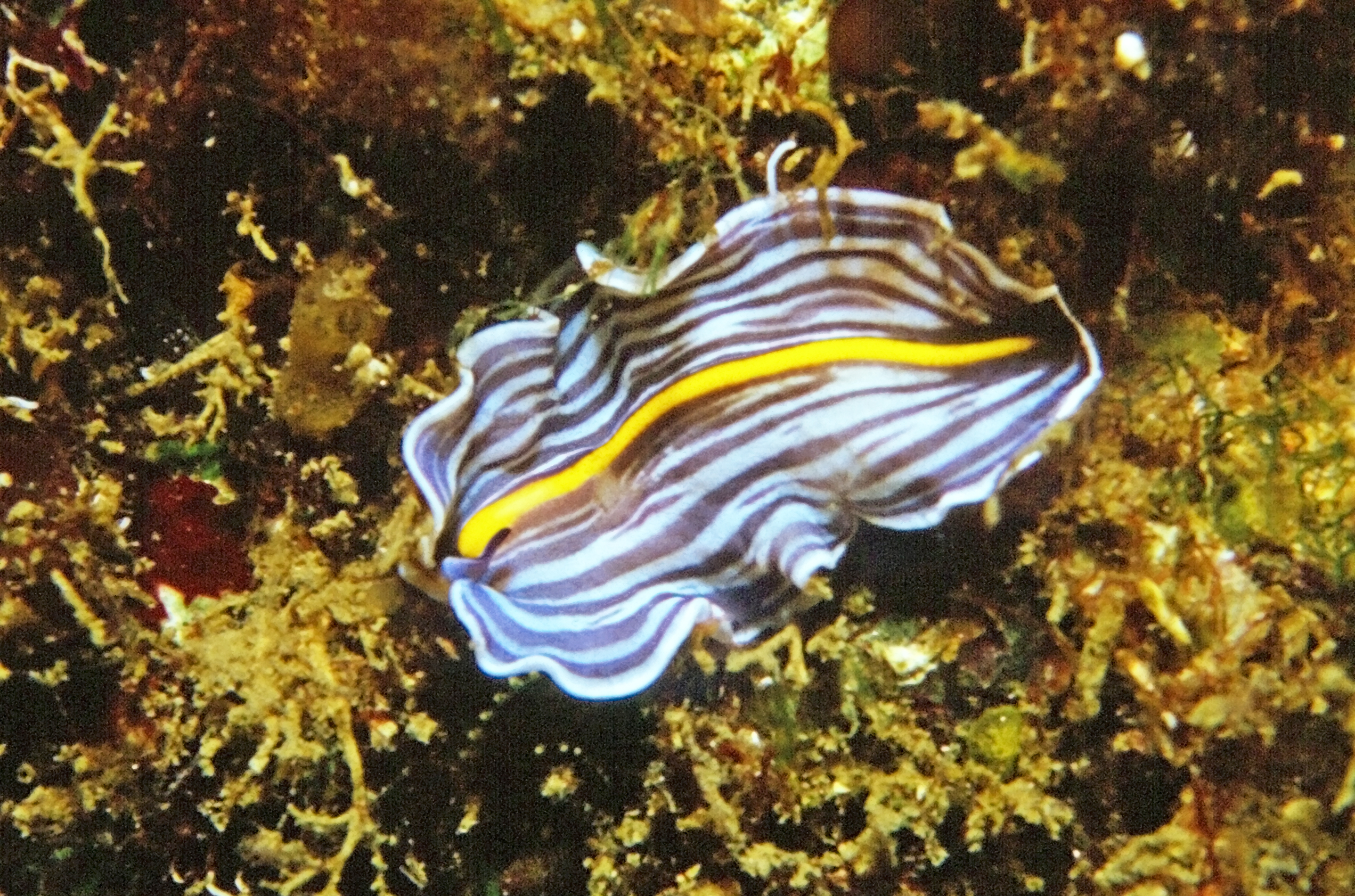
P. giesbrechtii, ở Banyuls-sur-Mer, Pháp
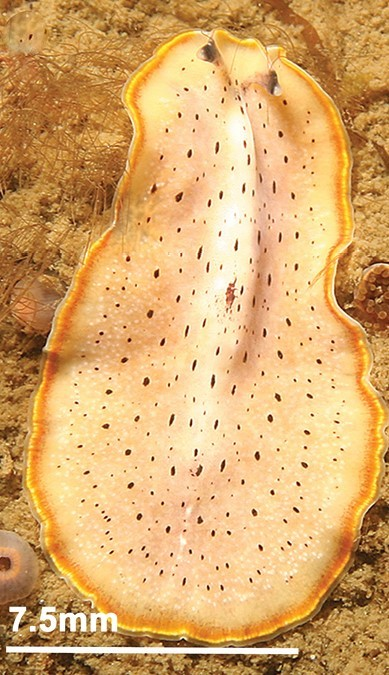
P. moseleyi ở Ría de Arosa, Tây Ban Nha.
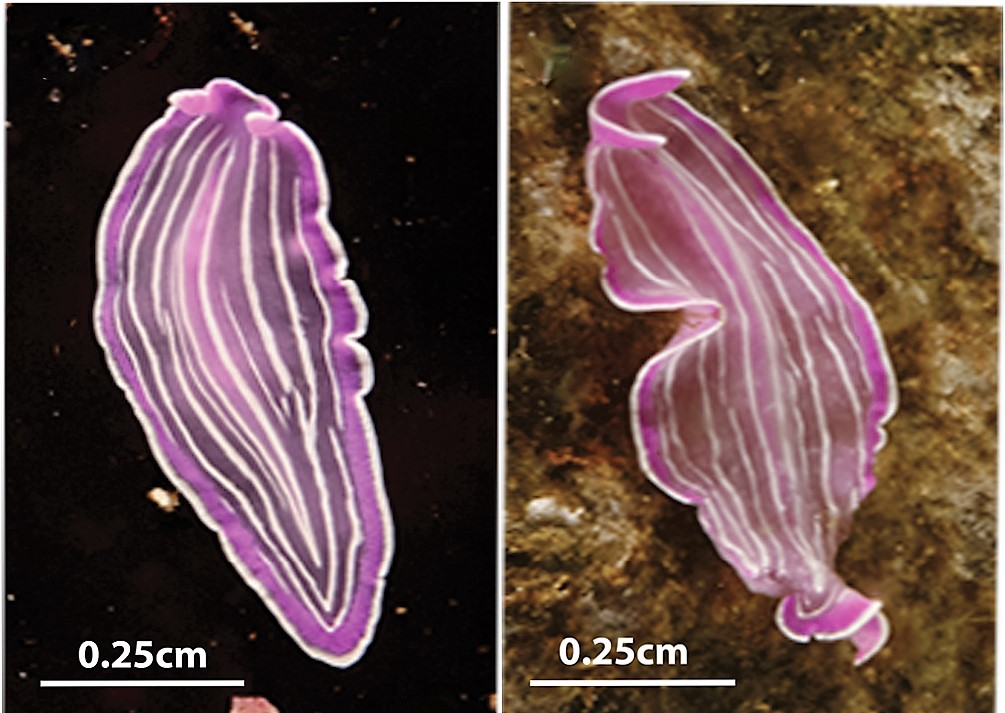
Ejemplares de P. roseus ở Ría de Arosa, Tây Ban Nha
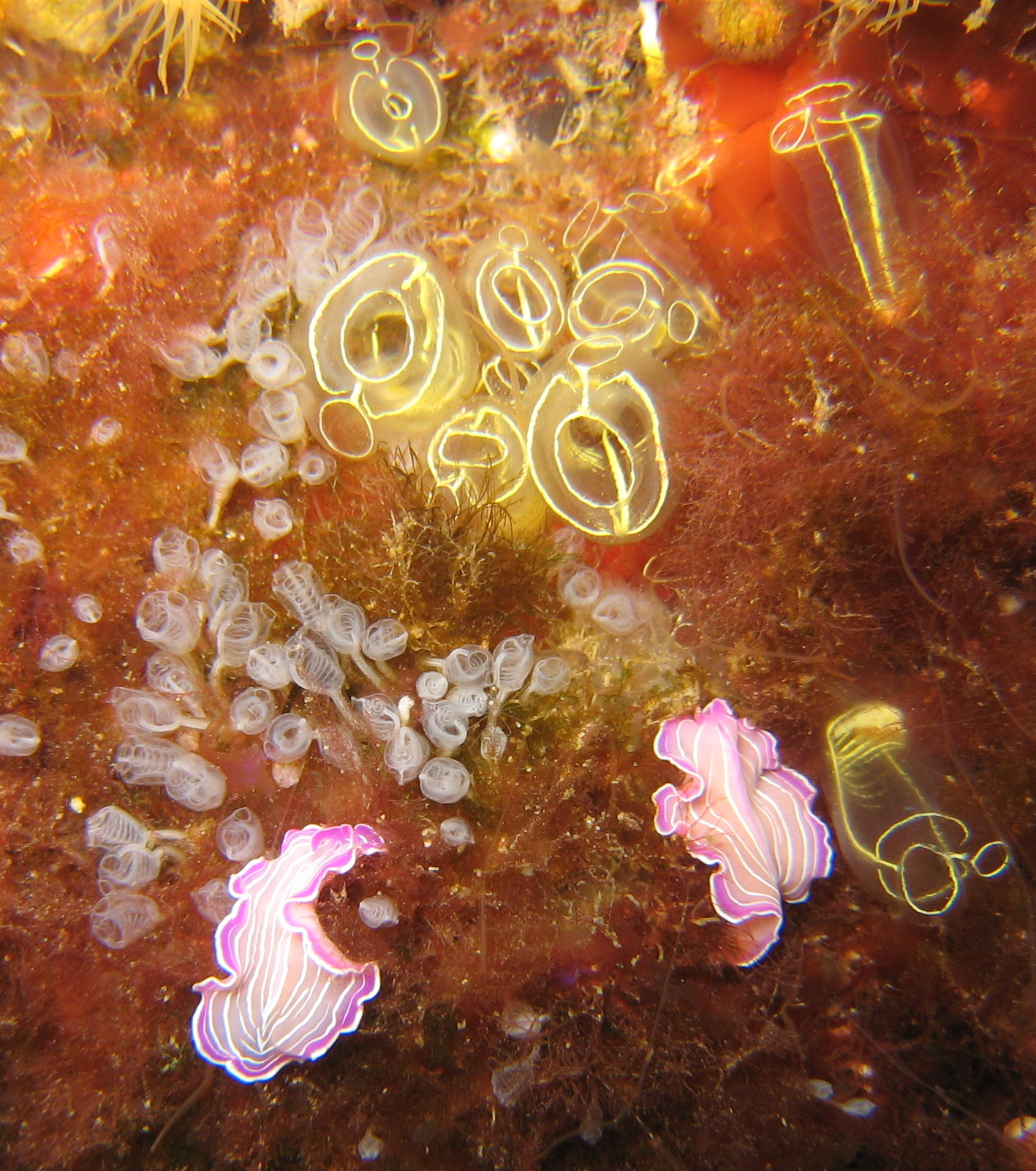
Dos ejemplares de P. roseus junto a ascidias Clavelina lepadiformis, ở Pycnoclavella nana.
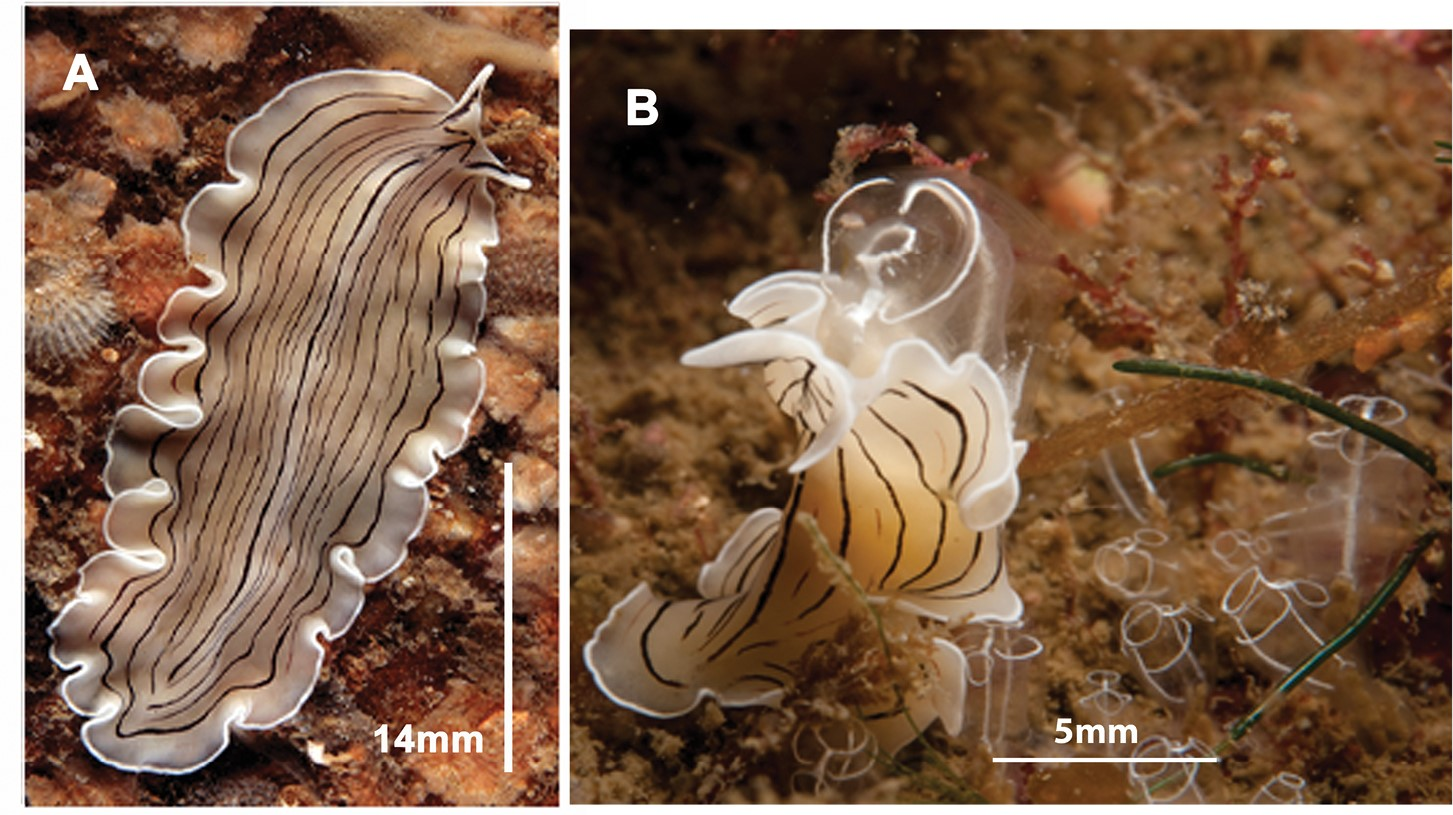
P. vittatus, imagen derecha: alimentándose de ascidias Clavelina
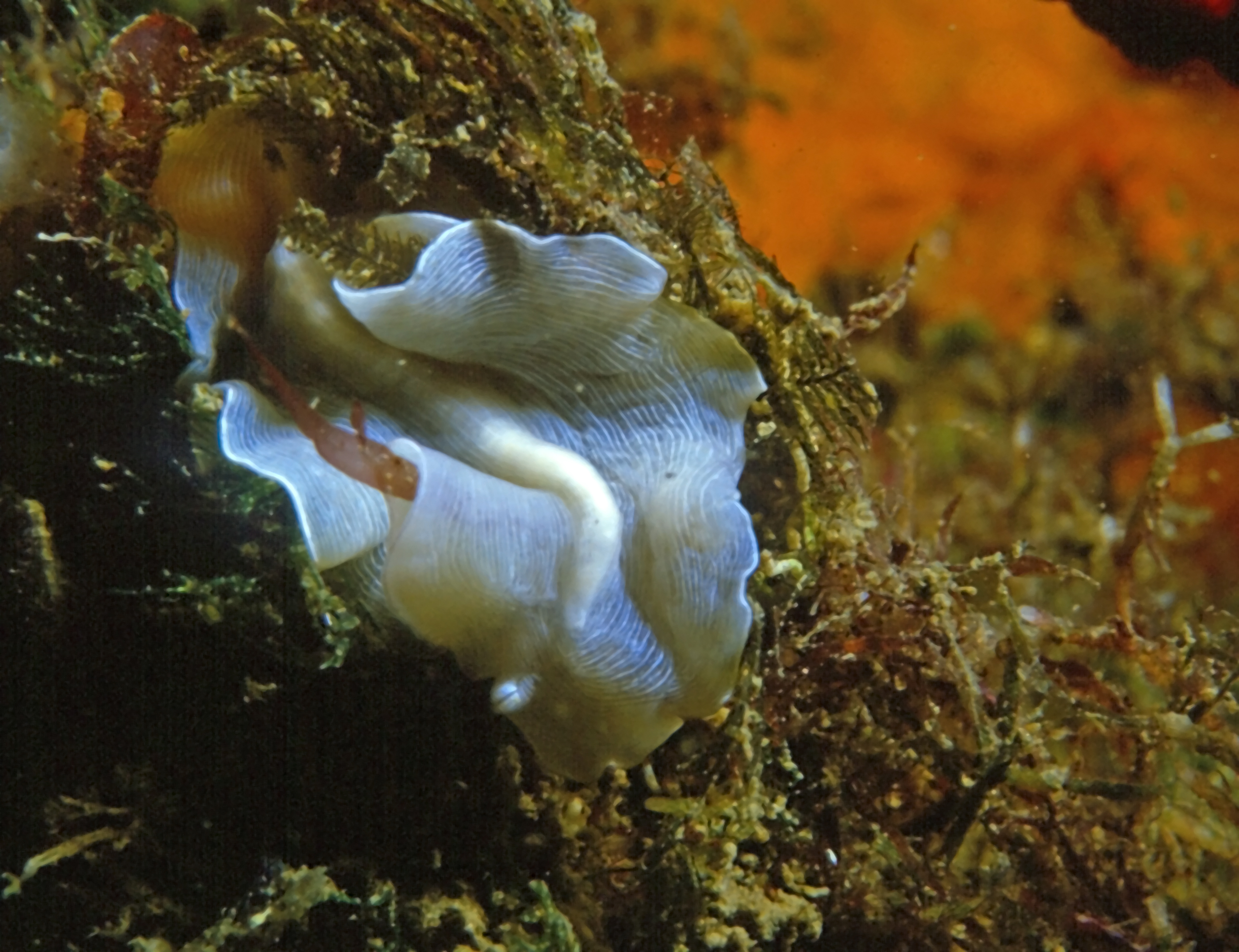
Prostheceraeus sp.

Phân loại theo sinonimia:
- Prostheceraeus albicornis (Stimpson, 1857) chấp nhận là Pseudoceros albicornus (Stimpson, 1857)
- Prostheceraeus albicornus (Stimpson, 1857)  chấp nhận là  Pseudoceros albicornus (Stimpson, 1857)
- Prostheceraeus albocinctus Lang, 1884  chấp nhận là   Prostheceraeus albicinctus Lang, 1884
- Prostheceraeus bellostriatus Hyman, 1953  chấp nhận là Praestheceraeus bellostriatus (Hyman, 1953)
- Prostheceraeus clavicornis Schmarda, 1859  chấp nhận là   Pseudoceros clavicornis (Schmarda, 1859)
- Prostheceraeus cornutus (Müller OF, 1776)  chấp nhận là   Eurylepta cornuta (Müller OF, 1776)
- Prostheceraeus cristatus (Quatrefage, 1845)  chấp nhận là   Prostheceraeus vittatus (Montagu, 1815)
- Prostheceraeus flavomaculatus Graff, 1893  chấp nhận là   Pseudoceros flavomaculatus Graff, 1893
- Prostheceraeus hancockanus (Collingwood, 1876)  chấp nhận là Pseudoceros hancockanus (Collingwood, 1876)
- Prostheceraeus japonicus (Stimpson, 1857)  chấp nhận là   Pseudoceros japonicus (Stimpson, 1857)
- Prostheceraeus kelaarti (Collingwood, 1876)  chấp nhận là   Pseudoceros kelaarti (Collingwood, 1876)
- Prostheceraeus kelaartii (Collingwood, 1876)  chấp nhận là   Pseudoceros kelaarti (Collingwood, 1876)
- Prostheceraeus latissimus Schmarda, 1859  chấp nhận là   Pseudoceros latissimus type A (Schmarda, 1859)
- Prostheceraeus latissimus type A Schmarda, 1859  chấp nhận là Pseudoceros latissimus type A (Schmarda, 1859)
- Prostheceraeus latissimus type B Schmarda, 1859 chấp nhận là Pseudobiceros schmardae Faubel, 1984
- Prostheceraeus microceraeus Schmarda, 1859 chấp nhận là Pseudoceros microceraeus (Schmarda, 1859)
- Prostheceraeus niger (Stimpson, 1857)  chấp nhận là   Pseudoceros niger (Stimpson, 1857)
- Prostheceraeus nigricornis Schmarda, 1859  chấp nhận là   Prostheceraeus nigricornus Schmarda, 1859
- Prostheceraeus papilio (Kelaart, 1858)  chấp nhận là   Acanthozoon papilionis (Kelaart, 1858)
- Prostheceraeus terricola Schmarda, 1859  chấp nhận là   Leimacopsis terricola (Schmarda, 1859)
- Prostheceraeus undulatus (Kelaart, 1858)  chấp nhận là   Pseudobiceros undulatus (Kelaart, 1858)
- Prostheceraeus viridis Schmarda, 1859  chấp nhận là   Pseudobiceros viridis (Kelaart, 1858)